# Geranium koreanum
Geranium koreanum är en näveväxtart som beskrevs av Vladimir Leontjevitj Komarov. Geranium koreanum ingår i släktet nävor, och familjen näveväxter. Inga underarter finns listade i Catalogue of Life.